# لي واترس
لي واترس (بالإنجليزية: Lee Waters)‏ هو سياسي بريطاني، ولد في 12 فبراير 1976 في ويلز في المملكة المتحدة. حزبياً، نشط في حزب العمال. وقد انتخب Deputy Minister for Economy and Transport ‏ (13 ديسمبر 2018 – ) وفي انتخابات الجمعية الوطنية الويلزية 2016 ‏، انتخب عضو الجمعية الوطنية الويلزية الخامسة ‏ عن دائرة Llanelli (Senedd constituency) ‏ وقد انضم خلال فترته النيابية ‏ (5 مايو 2016 – ) للكتلة البرلمانية حزب العمال الويلزي ‏.